# Vladivideo
Los vladivideos son una colección de videos peruanos en formato casero elaborados por Vladimiro Montesinos (entonces asesor presidencial de Alberto Fujimori) en las instalaciones del Servicio de Inteligencia Nacional (SIN). En estos videos, se observa cómo Montesinos mantenía reuniones y sobornaba a importantes políticos, empresarios y directivos de medios de comunicación. Esta colección de videocintas se mantenían almacenados en secreto en la casa de playa que Montesinos poseía en Playa Arica, balneario ubicado al sur de la ciudad de Lima.
Los Vladivideos se hicieron públicos el 14 de septiembre del año 2000 en una conferencia de prensa televisada, organizada por opositores al régimen de Fujimori, como parte de una operación auspiciada desde Estados Unidos.[cita requerida] El primer video filtrado y emitido al público fue «Kouri-Montesinos». La revelación de los videos tuvo en el Perú un impacto considerable comparable al Escándalo Watergate que desencadenó el final del fujimorato. Tras la revelación, dichas grabaciones fueron empleadas como evidencia para juicios posteriores.

## Antecedentes
Para las elecciones del año 2000, existían fricciones entre Alberto Fujimori y Vladimiro Montesinos debido a que Fujimori se encontraba dudoso de un tercer mandato, aceptando seguir adelante tras recuperar su popularidad con la idea en mente de renunciar al año para dedicarse a su proyecto de la "Confederación Inca" entre Perú y Bolivia. La situación entre Fujimori y Montesinos llevó a que se hicieran campañas en paralelo y la planeación, por parte de Montesinos, de organizar un golpe de Estado - que no se llegó a ejecutar - contra Fujimori en caso perdiera. Paralelamente, la CIA entregó un informe al congreso de EEUU sobre la viabilidad de seguir manteniendo la relación con Montesinos, hecho que hizo que el FBI y la DEA se manifestaran en contra. Esto llevó a que, tras diversos intercambios entre las agencias gubernamentales norteamericanas sin participación de la CIA, se concluyera que Montesinos desestabilizaba la democracia en el Perú. Para el Departamento de Estado de EEUU, Montesinos impedía la recomposición de la democracia y representaba un peligro de contagio regional. Ante ello, Samuel Berger - consejero para la Seguridad Nacional - y Madeleine H. Albright - secretaria de Estado de EEUU - suscribieron la directiva de reducir la vinculación con Montesinos a pesar de que la CIA quería seguir manteniendo contactos con él.  Fujimori, mientras tanto, tenía dudas sobre Montesinos, pensando que pudiera estar involucrado en el caso de falsificación de firmas denunciado durante la campaña y si tuviera detrás algún objetivo personal para realizar tal acción, comentándole a la misión de la OEA - que vino para supervisar el proceso de "democratización" anunciado por Fujimori tras los cuestionamientos a las elecciones - que estaba pensando en apartar a Montesinos. Sin embargo, no lo hizo renunciar debido a que no lo consideró oportuno en ese momento y sentía que Montesinos le era leal y no tenía otras intenciones.
Para julio-agosto del 2000, dentro del gobierno norteamericano se empezó a comentar sobre Montesinos como una persona non grata y compararlo con Manuel Noriega. Como parte de las acciones contra Montesinos, el 11 de agosto del 2000 fueron enviados tres agentes de inteligencia, sin filiación con la CIA y presumiblemente del FBI o la DEA, quienes dieron al contralmirante Humberto Rozas - jefe nominal del SIN - documentos sobre el tráfico de armas a las FARC, en el que estaba involucrado Montesinos junto a algunos agentes de la CIA. Los agentes le solicitaron a Rozas una investigación para determinar si militares peruanos estaban involucrados en dichas acciones. Ante ello, Montesinos organizó un montaje para presentar ante el público que se había capturado a los responsables de tal acción. Además de ello, se captó a Matilde Pinchi Pinchi - secretaria y amante de Montesinos -, quien, en agosto del mismo año, viajó a Rusia acompañando a Montesinos, estando en ese viaje Jacqueline Beltrán - otra amante de Montesinos - con la que Pinchi tuvo peleas y discusiones. Producto de ello, la convencieron de hacer entrega del material que disponía. Ya para entonces, en cuestiones de relaciones exteriores, los Estados Unidos tenían una visión pesimista acerca del proceso de "democratización" que fuera anunciado por Fujimori y no toleraban la presencia de Montesinos en el gobierno.

## Descubrimiento

### Negociaciones previas
Para agosto del 2000, Pinchi, a través de su chofer Moisés Reyes hizo entrega de los videos a Germán Barrera - quien luego sería conocido como "El Patriota" - para que los hiciera llegar al congresista aprista César Zumaeta.  Barrera preguntó a Reyes sobre el contenido de los mismos, a los que Reyes le respondió que correspondía a un video entre Montesinos y el congresista Waldo Ríos. Sin embargo, Barrera le dijo que Ríos no era un personaje conocido y que si tenía material sobre Alberto Kouri podía proceder ya que Kouri era un personaje más conocido y recientemente había tenido una disputa con Alejandro Toledo - líder de Perú Posible - luego que Toledo le calificara de "tránsfuga". Después de unos días, Reyes le hizo entrega de los videos de Kouri a Barrera a pesar de solicitar, previamente, "una prueba de cariño" para su resguardo personal a lo que Barrera le contestó que no manejaba grandes sumas de dinero.
Luego de ello, Barrera intentó contactarse con Toledo, por lo que, a través de un amigo, tuvo contacto con Carlos Bruce, quien le envió un representante aunque no mostraron mucho interés. Se le ofreció a Barrera 12 000 dólares, que no aceptó ya que deseaba 600 000 dólares a cambio de las cintas. Tras el fracaso de entregarle los videos a Toledo, Barrera decidió contactarse con Baruch Ivcher - quien había perdido el control de Frecuencia Latina tras revelar algunos escándalos sobre Montesinos - a la par que recibía llamadas para que de una vez concretara la entrega del video para su difusión. Para llegar a Ivcher, a través de su esposa, Barrera se puso en contacto con Elizabeth Du Bois, quien trabajó junto al por entonces parlamentario Luis Iberico, del Frente Independiente Moralizador (FIM). Se organizó una reunión en la casa del padre de Du Bois en la que Barrera le mostró unos minutos del video que poseía a Iberico. Tras una negociación, se quedó en pagarle 100 000 dólares a Barrera por la cinta. Luego de ello, Iberico se reunió con Iván García Mayer y Fernando Viaña en un café. En dicha reunión, discutieron sobre cómo obtener el dinero y cómo decirle a Ivcher debido al riesgo de interceptación telefónica y convencerle para que pague el monto pactado, ya que se encontraba en Israel tras sus disputas con Montesinos. A pesar del riesgo de una interceptación, realizaron una llamada a Ivcher, quien aceptó. Para la entrega del dinero, Ivcher le dio a Iberico 4 000 dólares para que viajara y retornara con el dinero. Sin embargo, el viaje no se realizó y el dinero dado no se devolvió ya que Iberico decidió ir donde Fernando Olivera - líder del FIM. Olivera, viendo la situación, se reunió con el empresario Francisco Palacios Moreyra para que invierta a cambio de tenerle cerca como el próximo presidente de la República. El 9 de septiembre, García Mayer se reunió con Viaña e Iberico en la casa de Viaña. Al llegar García Mayer les encontró con una botella de whisky abierta. Viaña le señaló una cinta de video y le dijo: "¿Ves esa cinta de video? Es el fin de Montesinos y del régimen. Se jodieron. Están muertos". Acordaron aguardar la presentación del video y no hablar al respecto hasta obtener el video de la negociación entre Montesinos y los hermanos Winter por el control del canal Frecuencia Latina. El 12 de septiembre, García Mayer viajó a Miami, reuniéndose con Ivcher y comunicándole de la compra del video. Ivcher le reclamó diciéndole: "Iberico me ha traicionado", a lo que García Mayer le contestó que estaban consiguiendo el video Montesinos-Winter, además de decirle que había llegado a un compromiso con Olivera de no decirle a Toledo sobre el video. El 13, Viaña se comunica con García Mayer diciéndole que iban a presentar el material porque estaban siendo presionados y amenazados. El 14, Viaña se comunica con García Mayer confirmándole que van a presentar el video. Ivcher, al enterarse, le reclama diciéndole: "Mi material, mi material". García Mayer, luego, se dirigió a la habitación de Toledo - que se encontraba en EEUU - encontrándose con, además del líder opositor, Eliane Karp, Álvaro Vargas Llosa, Fernando Yovera y Luis Lauredo - embajador de EEUU ante la OEA. García Mayer les comunica sobre el video, lo que hace que Lauredo, argumentando que como embajador no podía estar presente en una reunión de dicha naturaleza, se retire. Tras retirarse Lauredo, García Mayer les comunica que en una hora iba a presentarse el video al público. Toledo, incrédulo, le cuestionó sobre por qué no le habían dicho y luego le dijo a Karp: "El video que nos ofrecieron".
Un poco antes, el 8 de septiembre, Albright, en una reunión en Nueva York por motivo de la Cumbre del Milenio, le comentó a Fujimori que él podía seguir gobernando si realizaba reformas democráticas y concluía su relación con Montesinos. Sin embargo, Fujimori no apartó a Montesinos.

### Presentación: 14 de septiembre de 2000
Este día, tras haberse subtitulado el video, los parlamentarios de la bancada del FIM, Luis Iberico y Frank Cayo - asesor del congresista - se dirigieron a las instalaciones de Canal N para entregarle una copia de la cinta a Gilberto Hume - director de dicho canal - para que lo difundiera apenas se hiciera público en la conferencia que el FIM había convocado. Dicha conferencia había sido convocada por el FIM bajo la excusa de anunciar su retiro de la mesa de diálogo de la OEA. Sin embargo, en el transcurso de la misma se presentó un video en el que se podía apreciar cómo Vladimiro Montesinos realizaba graves actos de corrupción junto a Alberto Kouri, quien había sido recientemente elegido congresista por el partido opositor Perú Posible y luego renunciado al mismo. En el video se ve a Kouri recibir 15 000 dólares de Montesinos a cambio de renunciar a su partido y sumarse a las filas de la agrupación oficialista Perú 2000.

### Después del 14 de septiembre de 2000
Tras la presentación del video Kouri-Montesinos, Kouri argumentó que el dinero que recibió era para comprar un camión para repartir pescado en sectores necesitados. Fujimori, enterado de la situación, convocó a su círculo más cercano a una reunión de emergencia en Palacio de Gobierno. En dicha reunión, Fujimori asume su responsabilidad política. Además, debido al escándalo, Fujimori le comenta a una persona que piensa en renunciar de forma inmediata a la presidencia, sin embargo, fue impedido de ello por otra persona porque se provocaría el caos siendo convencido de adelantar elecciones. La oposición, la CONFIEP y la OEA exigieron la renuncia de Montesinos. Montesinos, por su parte, restó importancia al asunto. Luego de la revelación, convocó a los congresistas oficialistas al SIN. En dicha reunión, Montesinos les dijo que la revelación del video no era grave y que Fujimori no lo iba a destituir porque lo necesitaba para relacionarse con las Fuerzas Armadas. Los congresistas de Cambio 90-Nueva Mayoría le dijeron a Montesinos que debía renunciar, mientras que los congresistas de Vamos Vecino - liderados por Absalón Vásquez -  se mantuvieron con Montesinos.  Vásquez, previamente, había manifestado su intención de suceder a Fujimori y Fujimori había calculado que 26, de 52, congresistas oficialistas eran parte de la facción de Vásquez por lo que, junto a los montesinistas, podían influir en las correlaciones de poder dentro del congreso.  En el transcurso de la crisis, Fujimori le pidió a Montesinos que renuncie, sin embargo, Montesinos se negó respondiéndole que: "Tengo tres mil hombres a mis órdenes dispuestos para un golpe de Estado".
Fujimori convocó una conferencia de prensa el día 16 en la que desactivó al SIN y anunció la convocatoria a nuevas elecciones en las que no iba a tomar parte. La decisión lo tomó solo y, aunque sus ministros se mostraron en contra, la calificó de irrevocable. Por su parte, Toledo no mostró disposición de regresar al Perú tras la revelación del video. Gustavo Gorriti, entonces, le obligó a regresar.
Posteriormente, Montesinos huyó, así como también lo hicieron aquellos que sabían que en algún momento serían puestos al descubierto. Para noviembre, Fujimori intentó dimitir por fax desde Japón, pero esta renuncia no fue aceptada por el Congreso de la República. En su lugar, se decidió declarar vacante la presidencia de la república aduciendo "incapacidad moral permanente" el 21 de noviembre de 2000.
El 7 de febrero de 2001 se instaló en una nueva sala conformada por seis jueces para supervisar centenas de vídeo bajo medidas de seguridad, ya que existía el temor que el material se adulterase. El 20 de febrero de ese año, José Ugaz solicitó a cadenas de televisión su difusión durante las elecciones presidenciales luego de concretar las investigaciones. Además, Ugaz recomendó guardar los vídeos en una caja fuerte para evitar su sustracción.

## Lista de vladivideos
Algunos de estos vídeos fueron realizados desde las instalaciones secretas del SIN. Aunque muchos aseguran que muchos vladivideos fueron sustraídos ilegalmente por el expresidente Alberto Fujimori cuando allanó la vivienda de la exesposa de Vladimiro Montesinos, y que existirían otros cuyo paradero se desconoce (ver nota al final de la lista), una considerable cantidad de vladivideos se han hecho públicos ante una comisión investigadora del Congreso de la República. Esta comisión fue presidida por David Waisman durante el gobierno transitorio de Valentín Paniagua, y posteriormente por Daniel Estrada durante el gobierno de Alejandro Toledo. Entre los más destacados vladivideos se encuentran los siguientes:
- Kouri-Montesinos es el nombre por el que se le conoce al primer vladivideo que fue públicamente conocido en el país y que fue transmitido por Canal N, aquí se observa al entonces congresista Alberto Kouri recibiendo dinero de manos de Vladimiro Montesinos para que abandone Perú Posible y se pase a las filas de Perú 2000.
- Pago de Luis Venero, testaferro de Montesinos, al congresista del Frente Independiente Moralizador Ernesto Gamarra para desviar una investigación judicial y financiar la campaña municipal de su esposa la actriz Pilar Brescia.[32]
- El entonces alcalde del Callao, Alex Kouri, sugirió ley para evitar postulación presidencial del entonces alcalde de Lima, Alberto Andrade y coordinó con Montesinos planes para copar municipalidades limeñas.
- El entonces candidato a la alcaldía de Miraflores Luis Bedoya de Vivanco solicita dinero a Montesinos para financiar su campaña electoral y también se observa hablando mal de los candidatos Fernando Andrade y Jaime Salinas. Al finalizar, Vladimiro Montesinos sostiene que les dará instrucciones a los comediantes Carlos Álvarez y Tulio Loza en el canal 7 para que se burlen de los hermanos Andrade.[33]
- Reunión de Montesinos con el exalcalde de Arequipa Juan Manuel Guillén.[34]
- Conversación entre el ex-premier Javier Valle Riestra y Montesinos donde hablan de la reelección de Alberto Fujimori y que el referéndum no pasaría.[35]
- El ex-congresista del Partido Aprista Peruano, Agustín Mantilla, solicita US$100.000,00 a Montesinos para financiar la campaña del partido que llevaba a Abel Salinas como candidato presidencial.[36]
- La entonces alcaldesa de San Borja, Luisa María Cuculiza, propuso desaparecer a Carlos Ferrero.[37]
- Se confirma que el exministro de economía Carlos Boloña era candidato de Montesinos (en dos cintas).
- Arzobispo Juan Luis Cipriani da una conferencia a miembros del Ejército peruano, en la cual hace polémicas declaraciones.[38]
- Mandos militares firman un «acta de sujeción» al régimen, como garantía de impunidad ante potenciales procesos judiciales por violaciones de derechos humanos.
- Reunión de Montesinos con el ex-congresista Enrique Chirinos Soto donde le solicita su inclusión en la lista parlamentaria de Perú 2000 con el número 13, haciendo referencia a Susy Díaz.[39]
- Vladivideo del exministro de educación Patricio Ricketts donde le solicita a Montesinos su ayuda en un asunto privado y sostienen una larga conversación sobre Sendero Luminoso.[40]
- Reunión del banquero Eugenio Bertini con Montesinos donde este le pide ayuda sobre un tema judicial, aparentemente personal, donde haría lo necesario para que pase a testigo. Luego le revela que Wiese tiene una deuda tributaria con el Estado y le ofrece detener la resolución hasta que pase el balance de fin de año. Finalmente, le pide su apoyo para refinanciar las deudas de los Crousillat y de los Winter.[41]
- Montesinos se reúne con la embajadora de los Estados Unidos y el entonces ministro de Salud Alejandro Aguinaga.[42]
- Maratón de vladivideos de la comisión permanente del congreso (varias cintas).
- Pago millonario de S/.1 857 000 a José Enrique Crousillat y su hijo José Francisco Crousillat (accionistas mayoritarios de América Televisión) para que acepten someter la línea periodística de su canal al partido de Gobierno.[43][44]
- Pago millonario de USD 350 000  a Ernesto Schutz Landázuri (accionista mayoritario de Panamericana Televisión) para que acepte someter la línea periodística de su canal al partido de Gobierno.[45]
- Reunión doctor, Crousillat (h) y Gisela. Vladimiro Montesinos y José Francisco Crousillat se reúnen con la animadora Gisela Valcárcel para impedir la difusión del libro La Señito. El cual revelaba información sobre la vida íntima de la animadora.[46]
- Pago de $ 500000 al exdiputado Eduardo Calmell del Solar para comprar la línea editorial del diario Expreso.[47]

El mismo Vladimiro Montesinos ha asegurado que existen más videos, cerca de treinta mil, que muchos se encuentran en su poder y que no los puede revelar por el momento porque los considera su "seguro de vida".
En junio de 2016, tras las investigaciones realizadas por el Congreso de la República, más de ciento cincuenta vladivideos fueron entregados al Centro de Documentación e Investigación LUM. Para su exposición pública y gratuita a través de la plataforma de videos YouTube.